# Кадиого
Кадиого (фр. Kadiogo) — одна из 45 провинций Буркина-Фасо. Находится в Центральном регионе, столица провинции — Уагадугу. Площадь Кадиого — 2805 км².
Население по состоянию на 2006 год — 1 523 980 человек.

## Административное деление
Кадиого подразделяется на 7 департаментов.